# نیل اردلی
نیل اردلی (انگلیسی: Neal Ardley؛ زادهٔ ۱ سپتامبر ۱۹۷۲) ورزشکار فوتبال اهل بریتانیا است.
از باشگاه‌هایی که در آن بازی کرده‌است می‌توان به باشگاه فوتبال کاردیف سیتی، باشگاه فوتبال ویمبلدون، باشگاه فوتبال واتفورد، باشگاه فوتبال میلوال، و تیم ملی فوتبال زیر ۲۱ سال انگلستان اشاره کرد.
وی همچنین در تیم ملی فوتبال England U21 بازی کرده‌است.